# Bradysia lobulifera
Bradysia lobulifera är en tvåvingeart som beskrevs av Frey 1948. Bradysia lobulifera ingår i släktet Bradysia, och familjen sorgmyggor. Arten är reproducerande i Sverige.